# Sounds of Silence (àlbum)
|  | Aquest article tracta sobre l'àlbum. Pel senzill, vegeu «The Sound of Silence» |

Sounds of Silence és un àlbum de Simon and Garfunkel publicat el 17 de gener de 1966. El nom de l'àlbum ve del seu primer èxit, «The Sound of Silence», anteriorment publicat a l'àlbum Wednesday Morning, 3 A.M.. El productor és Bob Johnston i la discogràfica Columbia Records.
El tema «The Sounds of Silence» havia estat publicat anteriorment a Wednesday Morning, 3 A.M., però l'àlbum no va tenir èxit i la cançó va passar desapercebuda fins que es va començar a escoltar en diverses ràdios i va anar prenent popularitat. Tom Wilson, que havia produït el primer àlbum del duo, va produir una nova versió de la cançó a la qual va agregar guitarres elèctriques, teclats, baix i bateria, i la va publicar com un senzill. No va tardar gaire temps a ser número u de la llista Billboard.
Després d'això, Simon i Garfunkel es van posar a treballar en un nou àlbum: així va ser com es va crear Sounds of Silence, que va obtenir un èxit rotund. L'àlbum ha venut en total, fins a l'actualitat, més de cinc milions de còpies. El seu moviment era lent i es van utilitzar guitarres acústiques, baixos elèctrics, bateria i alguns violins de fons.

## Artistes
- Paul Simon: veu, guitarra
- Art Garfunkel: veu

## Llista de cançons
1. «The Sounds of Silence» (Simon) (3:08)
2. «Leaves That are Green» (Simon) (2:20)
3. «Blessed» (Simon) (3:13)
4. «Kathy's Song» (Simon) (3:17)
5. «Somewhere They Can't Find Me» (Simon) (2:34)
6. «Anji» (Graham) (2:13)
7. «Richard Cory» (Simon) (2:54)
8. «A Most Peculiar Man» (Simon) (2:29)
9. «April Come She Will» (Simon) (1:48)
10. «We've Got a Groovey Thing Goin'» (Simon) (1:56)
11. «I Am a Rock» (Simon) (2:49)